# José Manuel Estepa Llaurens

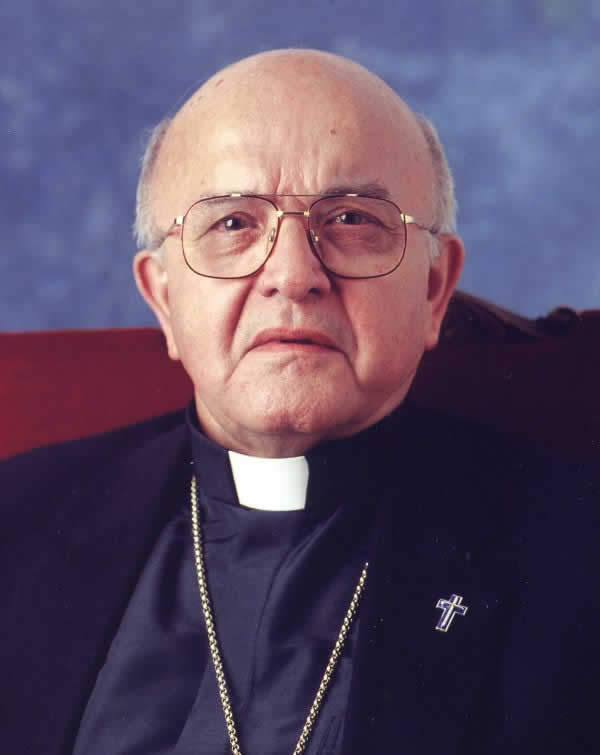
Kardinal José Manuel Estepa Llaurens (2016)

Kardinalswappen

José Manuel Kardinal Estepa Llaurens (* 1. Januar 1926 in Andújar, Andalusien, Spanien; † 21. Juli 2019 in Madrid) war ein spanischer römisch-katholischer Geistlicher und Militärerzbischof.

## Leben
Nach dem Studium der Philosophie an der Päpstlichen Universität Salamanca und der Katholischen Theologie an der Päpstlichen Universität Gregoriana in Rom, Salamanca und Paris empfing José Manuel Estepa am 27. Januar 1954 durch Leopoldo Eijo y Garay, Bischof von Madrid, das Sakrament der Priesterweihe. 1956 erwarb er zudem ein Diplom in Katechetik am Institut Catholique de Paris. 1971 wurde er zum Konsultor der Kongregation für den Klerus berufen.
Am 5. September 1972 ernannte ihn Papst Paul VI. zum Titularbischof von Tisili und bestellte ihn zum Weihbischof in Madrid. Die Bischofsweihe spendete ihm Erzbischof Vicente Kardinal Enrique y Tarancón am 15. Oktober desselben Jahres; Mitkonsekratoren waren der Erzbischof von Toledo und Primas von Spanien, Marcelo González Martín, und der spanische Militärvikar, Erzbischof José López Ortiz OSA. Zudem war er elf Jahre Rektor des Theologischen Seminars von Madrid, zuständig für die Verwaltung. Er war Generalvikar für den Süden (heute Bistum Getafe) und den Korridor um Guadalajara (heute Bistum Alcalá de Henares). Er war 1977 Sekretär der IV. Bischofssynode in Rom sowie Teilnehmer der Bischofssynode 1991. 1978 wurde er Mitglied der Kongregation für den Klerus.
Am 30. Juli 1983 ernannte ihn Papst Johannes Paul II. zum Titularerzbischof von Velebusdus und zum Militärvikar für Spanien. Mit Inkrafttreten der Apostolischen Konstitution Spirituali militum curae 1986 wurde er der erste Militärerzbischof von Spanien und am 18. November 1989 Titularerzbischof von Italica. Von 1984 bis 1997 war er Mitglied des Rates der Militärbischöfe, einer Abteilung der Kongregation für die Bischöfe; 2003 wurde er wiederum in den Rat gewählt. Er war in der spanischen Bischofskonferenz Mitglied der Bischofskommission für die Glaubenslehre (1975 bis 1981, 1993 bis 1996, 2002 bis 2005) sowie der Bischofskommission für Massenmedien (1981 bis 1987) und der Bischofskommission für die das geweihte Leben (1975 bis 1978). Von 1981 bis 1998 war er Präsident des Bischöflichen Unterkomitees für Katechese. Von 1975 bis 1981 war er Mitglied der Bischöflichen Kommission für Lehre und Katechese und von 1981 bis 2002 dessen Vizepräsident; von 2003 bis zu seinem Tode einfaches Mitglied.
José Manuel Estepa gehörte dem Redaktionsteam des 1992 publizierten Katechismus der Katholischen Kirche an, das aus sechs Personen bestand, darunter der damalige Präfekt der Glaubenskongregation, Kardinal Joseph Ratzinger. Estepa war für die Fassung und Ausgabe dieses Katechismus in spanischer Sprache verantwortlich. Er war zudem Hauptherausgeber des Generalverzeichnisses des Heiligen Stuhls für die Katechese.
Sein aus Altersgründen vorgebrachtes Rücktrittsgesuch nahm Johannes Paul II. am 30. Oktober 2003 an.
Im Konsistorium vom 20. November 2010 nahm ihn Papst Benedikt XVI. als Kardinalpriester mit der Titelkirche San Gabriele Arcangelo all’Acqua Traversa in das Kardinalskollegium auf. Seine gesamte persönliche Bibliothek wurde 2010 an die Universidad Eclesiástica San Dámaso gespendet. Wegen seines Alters war er beim Konklave 2013 nicht wahlberechtigt.
Von 2008 bis 2013 war er Großprior der westspanischen Statthalterei (España Occidental) des Ritterordens vom Heiligen Grab zu Jerusalem.